# Alan Ball (forgatókönyvíró)
Alan Erwin Ball (Marietta, Georgia, 1957. május 13. –) Oscar-díjas amerikai író, filmrendező, televíziós, filmes és színházi producer. Elsősorban az Amerikai szépség c. film írásáról és a Sírhant művek és a True Blood tévésorozatok megalkotásáról ismert, ez utóbbiakért Oscar-díjat, Emmy-díjat és az Amerikai Forgatókönyvírók, Filmrendezők és Producerek Céheinek díjait is elnyerte.

## Fiatalkora
Ball a Georgia állambeli Mariettában született, szülei Frank és Mary Ball, repülőgépvizsgáló és háziasszony. Nővére, Mary Ann autóbalesetben halt meg, amikor Ball 13 éves volt; Ball az anyósülésen ült a balesetkor. Gimnáziumba Mariettában járt, majd a Georgiai Egyetemen és a Floridai Állami Egyetemen tanult, ahol 1980-ban szerzett diplomát színház szakon. Az egyetem elvégzése után a Florida állambeli Sarasota városában működő General Nonsense Theater Company társulatánál helyezkedett el drámaíróként.

## Filmes és televízió karrierje
Ball televíziós karrierje az Anya csak egy van és a Cybill szitkomok írásával indult.
Ball két filmet írt, az Amerikai szépséget (1999) és az Érzékeny pontot (2007), ez utóbbinak rendezője és producere is volt. Emellett kreátora, írója és producere HBOn futó drámasorozatnak, a Sírhant műveknek és a True Bloodnak. A True Blood sorozat első öt évadának napi működéséért is felelt.
2010-ben Ball elkezdett dolgozni Charlie Huston The Mystic Arts of Erasing All Signs of Death címet viselő noir krimijének televíziós adaptációján, amelynek a címe All Signs of Death lett volna. 2010 decemberében azonban több hónapnyi előkészítő munka után, az HBO lefújta az All Signs of Death gyártását.
A Cinemax Banshee c. sorozatának egyik producere.
2015 januárjában bejelentették, hogy az HBO megrendelte Ball Virtuoso c. kosztümös zenés drámasorozatának pilot epizódját. A pilot producere Elton John. A sorozat színészei: Peter Macdissi, Iva Babic, Francois Civil, Lindsay Farris, Nico Mirallegro és Alex Lawther.

## Magánélete
Ball számos interjúban beszélt buddhista hitéről és annak hatásáról filmművészetére. Az Amazon.com által készített interjúban Ball így kommentálta az Amerikai szépség híres nejlonzacskós jelenetét: „Volt egy találkozásom nejlonzacskóval! És nem volt nálam kamera, mint ahogy Rickynél... Van egy buddhista gondolat, hogy lássuk meg a csodát a hétköznapiban. Azt hiszem olyan kultúrában élünk, amely nem támogatja hogy ezt keressük.” Ball arról is beszélt, buddhizmusa hogyan hatott a Sírhant művekben és a True Bloodban megjelentő témákra.
Ball melegségét nyilvánosan vállalja, és az „LMBT közösség fontos hangjának” tekintik. 2008-ban felkerült az Out magazin 100 legfontosabb meleg és leszbikus személyének listájára. Los Angelesben lakik párjával, Peter Macdissivel, aki Ball több munkájában is játszott.

## Díjai
Televíziós és filmes munkáját a kritikusok nagyon jól fogadták, számos díjat és jelölést kapott, többek között egy Oscar-díjat, egy Emmy-díjat, egy Golden Globe-díjat, és az Amerikai Forgatókönyvírók, Filmrendezők és Producerek Céheinek számos díját.
| Díjak - 2000 Oscar-díj – Amerikai szépség - 2000 Golden Globe-díj legjobb eredeti forgatókönyv – Amerikai szépség - 2000 Amerikai Forgatókönyvírók Céhe legjobb eredeti forgatókönyv díja – Amerikai szépség - 2002 Amerikai Filmrendezők Céhe kiemelkedő rendezői teljesítmény díja – Sírhant művek - 2002 Emmy-díj kiemelkedő rendezés drámai tévésorozat – Sírhant művek - 2004 Amerikai Producerek Céhe legjobb drámai tévésorozat díja – Sírhant művek | Jelölések - 2000 BAFTA-díj – Amerikai szépség - 2002 Amerikai Filmrendezők Céhe kiemelkedő rendezői teljesítmény díja – Sírhant művek - 2004 Amerikai Filmrendezők Céhe kiemelkedő rendezői teljesítmény díja – Sírhant művek - 2006 Emmy-díj kiemelkedő rendezés drámai tévésorozat – Sírhant művek - 2006 Emmy-díj kiemelkedő forgatókönyv drámai tévésorozat – Sírhant művek - 2006 Amerikai Forgatókönyvírók Céhe legjobb drámai tévésorozat díja – Sírhant művek - 2009 Amerikai Forgatókönyvírók Céhe legjobb új tévésorozat díja – True Blood - 2010 Amerikai Producerek Céhe legjobb drámai tévésorozat díja – True Blood |

## Munkái

### Televízió

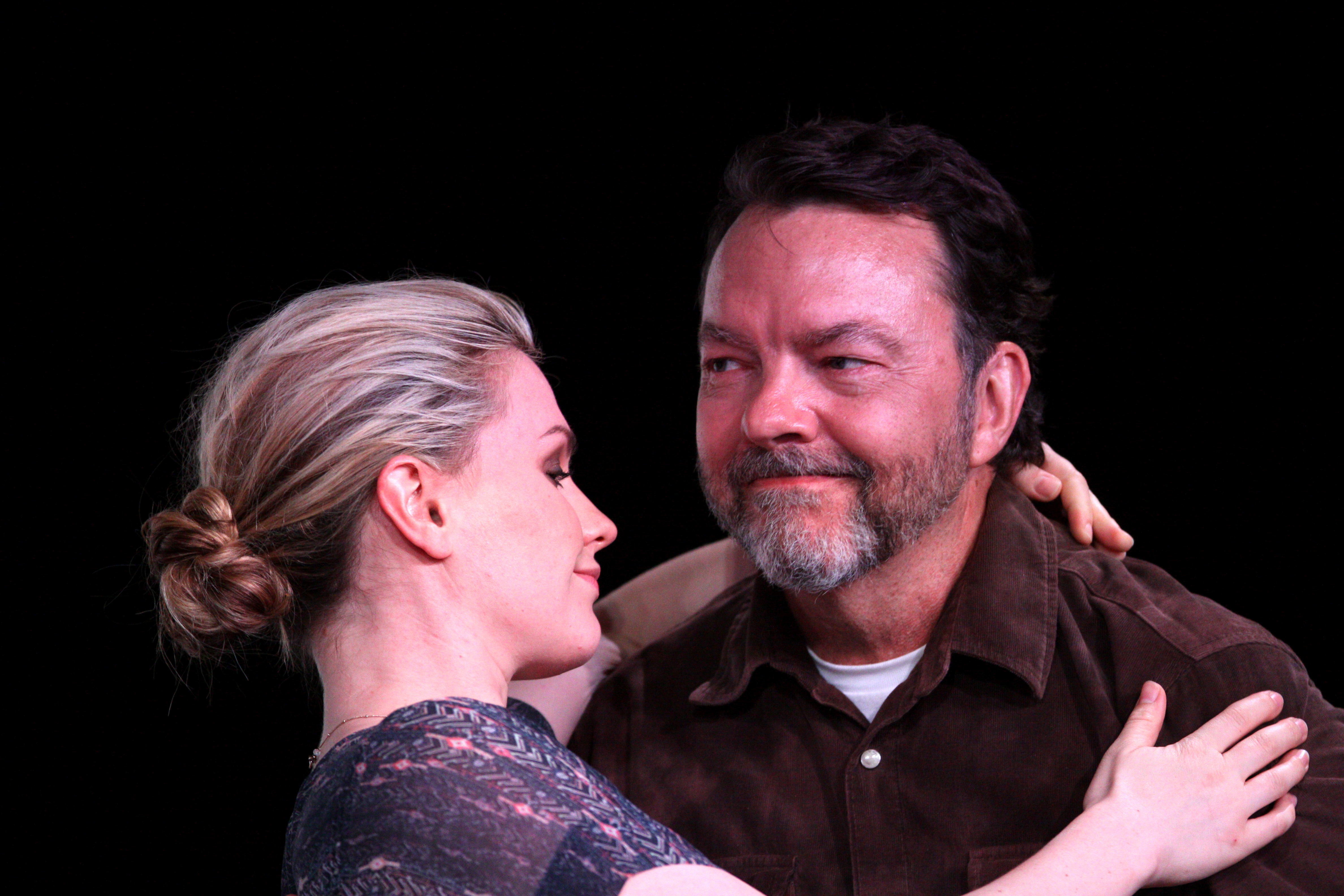
Ball with True Blood star Anna Paquin in July 2012

| Cím                        | Év   | Stábtag                                          | Megjegyzés |
| -------------------------- | ---- | ------------------------------------------------ | ---------- |
| "The Road to Paris, Texas" | 1994 | - forgatókönyvíró - történetíró, Brett Butlerrel |            |
| "Grace vs. Wade"           | 1994 | író                                              |            |
| "A Night at the Opera"     | 1995 | író                                              |            |
| "Memphis Bound"            | 1995 | író, Marc Flanagannel                            |            |

| Cím                                    | Év   | Stábtag                                | Megjegyzés                |
| -------------------------------------- | ---- | -------------------------------------- | ------------------------- |
| "Zing!"                                | 1995 | forgatókönyvíró, Lee Aronsohnnal       |                           |
| "To Sir, with Lust"                    | 1996 | író                                    |                           |
| "Three Women and a Dummy"              | 1996 | író                                    |                           |
| "Venice or Bust"                       | 1996 | író                                    |                           |
| "Buffalo Gals"                         | 1996 | író                                    |                           |
| "Name That Tune"                       | 1997 | forgatókönyvíró, Michael Langworthyvel |                           |
| "Mother's Day"                         | 1997 | történetíró                            |                           |
| "Regarding Henry"                      | 1997 | történet                               | 4. évad, évadnyitó epizód |
| "Halloween"                            | 1997 | forgatókönyvíró, Mark Hudisszal        |                           |
| "Where's a Harpoon When You Need One?" | 1997 | forgatókönyvíró, Kim Friese-zel        |                           |
| "Bakersfield"                          | 1998 | történetíró                            |                           |
| "Oh Brother!"                          | 1998 | forgatókönyvíró, Mark Hudisszal        |                           |
| "Dream Date"                           | 1998 | történetíró                            |                           |

| Cím                 | Év   | Stábtag | Megjegyzés          |
| ------------------- | ---- | ------- | ------------------- |
| "Pilot"             | 1999 | író     | sorozatnyitó epizód |
| "Good Pop, Bad Pop" | 1999 | író     |                     |

| Cím                    | Év   | Stábtag                | Megjegyzés                |
| ---------------------- | ---- | ---------------------- | ------------------------- |
| "Bevezető epizód"      | 2001 | - író - rendező        | sorozatnyitó epizód       |
| "Nyitott könyv"        | 2001 | író                    |                           |
| "Kipp-kopp"            | 2001 | - író - rendező        | 1. évad, évadzáró epizód  |
| "Játékban"             | 2002 | író                    | 2. évad, évadnyitó epizód |
| "Valaki más szemével"  | 2002 | író                    |                           |
| "Utoljára"             | 2002 | rendező                | 2. évad, évadzáró epizód  |
| "Tökéletes körök"      | 2003 | író                    | 3. évad, évadnyitó epizód |
| "Senki sem alszik"     | 2003 | író, Rick Clevelanddel |                           |
| "Elveszve"             | 2003 | rendező                | 3. évad, évadzáró epizód  |
| "Most már feljöhetek?" | 2004 | író                    |                           |
| "Cím nélkül"           | 2004 | rendező                | 4. évad, évadzáró epizód  |
| "Mindenki vár"         | 2005 | - író - rendező        | sorozatzáró epizód        |

| Cím                               | Év   | Stábtag         | Megjegyzés               |
| --------------------------------- | ---- | --------------- | ------------------------ |
| "Strange Love"                    | 2008 | - író - rendező | sorozatnyitó epizód      |
| "The First Taste"                 | 2008 | író             |                          |
| "Mine"                            | 2008 | író             |                          |
| "You'll Be the Death of Me"       | 2008 | rendező         | 1. évad, évadzáró epizód |
| "Shake and Fingerpop"             | 2009 | író             |                          |
| "Frenzy"                          | 2009 | író             |                          |
| "I Got a Right to Sing the Blues" | 2010 | író             |                          |
| "Evil is Going On"                | 2010 | író             | 3. évad, évadzáró epizód |
| "If You Love Me, Why Am I Dyin'?" | 2011 | író             |                          |
| "Spellbound"                      | 2011 | író             |                          |
| "Hopeless"                        | 2012 | író             |                          |
| "Save Yourself"                   | 2012 | író             | 5. évad, évadzáró epizód |

### Film
| Cím                                  | Év   | Stábtag                     | Megjegyzés |
| ------------------------------------ | ---- | --------------------------- | ---------- |
| Amerikai szépség                     | 1999 | - író - koproducer          |            |
| Érzékeny pont                        | 2007 | - forgatókönyvíró - rendező |            |
| The Immortal Life of Henrietta Lacks | 2017 | - producer                  | tévéfilm   |

### Színház
| Cím                               | Év   | Stábtag    | Megjegyzés |
| --------------------------------- | ---- | ---------- | ---------- |
| Five Women Wearing the Same Dress | 1993 | - drámaíró | [ 21 ]     |
| All That I Will Ever Be           | 2007 | - író      | [ 21 ]     |